# 昆都士醫院空襲事件
2015年10月3日，在昆都士之戰中，美國空軍空襲一間無國界醫生醫院。事件發生在阿富汗北部昆都士省昆都士市。據報道空襲造成22人死亡，超過30人受傷，33人失蹤。
無國界醫生嚴厲譴責這次事件，表示空襲發生前，交戰各方都已被告知醫院的位置，這次空襲是出於故意，違反國際人道法。無國界醫生主席廖滿嫦譴責這次襲擊是「對日內瓦公約的攻擊」，呼籲獨立調查這次事件，宣佈尋求國際人道主義實況調查委員會啟動調查。
美國及北約駐阿富汗部隊司令約翰·坎貝爾，其後證實美軍一架AC-130空中砲艇曾襲擊醫院，又稱阿富汗軍隊遭到塔利班襲擊而要求空襲，不符合較早前的講法。美國和北約已展開事件調查。2015年10月7日美國總統奧巴馬為空襲道歉。
2016年4月29日，美国国防部公布对2015年美军轰炸阿富汗“无国界医生”医院的军事调查结果，声称误炸“非故意”，所以不构成战争罪。

## 空襲事件

### 背景
9月28日，塔利班武裝佔據昆都士，驅逐阿富汗政府軍出城。阿富汗陸軍隊在得到增援後，於美國空襲支援下反攻，經過幾日戰鬥，政府軍聲稱已經重奪城市，但是戰鬥仍然未完。
無國界醫生已經告知交戰各方醫院建築物的位置。無國界醫生的人員最近一次是在9月29日，向美國軍官再次確認醫院準確位置的經緯度。

### 事件
無國界醫生表示，在當地時間10月3日凌晨02:08至03:15（UTC+04:30），組織在昆都士的創傷醫院遭受到「一連串空襲轟炸」無國界醫生稱醫院在空襲中被「擊中幾次」，醫院大樓「有部份被炸毀」。組織並指醫院被「重覆準確擊中」，即使組織員工在受襲時通知美國和阿富汗官員，但之後空襲依然持續三十分鐘。

### 事件確認和回應
美國軍方最初聲稱，為了保護美軍地面安全部隊，在該地點作了一次空襲，及「可能對附近的醫療設施造成附帶破壞」美國及北約駐阿富汗部隊司令約翰·坎貝爾其後證實一架AC-130空中砲艇作出決定攻擊醫院，回應遭受塔利班炮火攻擊的阿富汗軍隊的要求，與早前所言不符。他又明確指出使用空中火力的決定，是「在美國指揮系統內部作出」。他指這次攻擊是「一個錯誤」，說「我們永不會蓄意以受保護的醫療設施為目標」。白宮發言人约什·厄内斯特為美軍辯護，表示美國國防部比起世界上其他軍方「更加致力，更加注重避免平民傷亡」，又暗示美國或會賠償受害者及家屬。美國總統巴拉克·奧巴馬為事件向無國界醫生組織主席廖滿嫦道歉，說這是一個錯誤，原本目標是塔利班戰士。美國會向受害者及家屬發放「慰問金」（condolence payments）及出資重建醫院。
阿富汗內政部發言人塞迪格·塞迪吉（Sediq Sediqi）證實10月3日的空襲，說「10至15名恐怖份子匿藏在醫院內」，又證實有醫院工作人員被殺。阿富汗國防部和昆都士警察總長的一名代表，也說塔利班戰士空襲時正藏身醫院內，該名代表聲稱這些人用醫院為人盾。
無國界醫生指當時醫院內沒有塔利班戰士，總幹事施托康（Christopher Stokes）在10月4日的聲明說：「對於有阿富汗政府部門最近正當化襲擊昆都士的醫院的言論，無國界醫生感到非常憤怒。這些說法暗示了阿富汗與美國軍隊一起決定要將這個全面運作中的醫院夷為平地──內有超過180名員工與病人──因為他們宣稱裡面有塔利班成員。這相當於承認戰爭犯罪。」 他說：「假如該處有重大軍事行動，我們的員工會注意到。而這並非空襲發生時的情況。」組織在10月5日發出聲明說：「他們（美國政府）不斷改變對這場襲擊的說法──從連帶傷害到悲痛事件，到現在試圖將責任轉嫁給阿富汗政府……這次令人震驚的襲擊沒有任何能夠正當化的理由。」

### 國際人道法
國際人道法禁止攻擊醫療設施，除非該設施「越出其人道主義任務之外，用以從事有害於敵方之行為」。即使敵方武裝人員不正當地使用該設施作掩護，「攻擊中的比例性原則」通常禁止這種攻擊，因為很可能導致平民傷亡。戰爭法律要求攻擊者必須先作警告，等候合理時間回應，然後才可以攻擊被武裝人員不當使用的醫療單位。

## 遇害者
22名遇害者中，12人是無國界醫生員工，10人是病人，包括3名兒童。6名深切治療病人在病床上燒死；另外，醫護被迫將病人留在手術床上，之後其中1名病人死亡。無國界醫生表示12名遇害員工都是阿富汗國民，在現場的全部3名外籍員工都生還。空襲後五日，無國界醫生表示，包括員工和病人在內，共有33人仍然失蹤。

## 撤離及關閉設施
空襲使得醫院不能使用。所有重傷病人都轉送到其他醫療機構的醫院，無國界醫生員工全都從昆都士撤離。空襲之前，無國界醫生的醫院是當地惟一運作中的醫療設施。這醫院是阿富汗東北部僅有的創傷醫院。2014年，這醫院治療超過二萬二千名病人，進行逾五千九百宗手術。
當地時間10月15日下午，一輛美軍坦克闖入醫院，大門被坦克撞毀，似乎不知道無國界醫生的管理層人員正在醫院內，包括無國界醫生在阿富汗的國家代表莫利涅（Guilhem Molinie）。無國界醫生指：「他們不作事先通知就強行闖進醫院，損壞資產，破壞潛在證據，使我們團隊陷入緊張和恐慌。」他們被美軍告知坦克載着美國－北約－阿富汗調查人員。雙方談判一個半小時後，無國界醫生人員容許對方入內，但是美軍士兵必須不攜帶武器。無國界醫生指先前與美國和阿富汗聯合調查組約定，調查過程中有任何行動牽涉到無國界醫生的人員或資產，無國界醫生都要得到事先知會。

## 調查
北約、美國和阿富汗都展開了調查。美國總統巴拉克·奧巴馬表示：「國防部已展開全面調查，我們會等候調查結果，再對事件情況下定論。……我……要求就事實和情況作出完整報告。」他並致以「最深切的慰問」。美國駐阿富汗部隊司令約翰·坎貝爾說：「我們現在正着手徹底調查事件，查明所發生的事，在此時我向受害者寄以哀思和禱告。……我們會一如既往地採取所有合理措施保護平民免受傷害。」美國官員表示美國陸軍准將理查德•金（Richard Kim）會領導調查；其他兩個調查，一個由北約進行，一個由美軍與阿富汗安全官員進行。阿富汗總統阿什拉夫·加尼·艾哈邁德扎伊委任五人小組，調查這次空襲及昆都士之戰。
無國界醫生呼籲應該對空襲醫院作獨立調查。總幹事施托康說：「我們需要一個儘可能獨立和透明的調查。我們不只要調查結果公開，我們還要能夠讀到完整報告。」他又說：「依賴於交戰的一方所作的內部調查是全然不足夠的。……基於戰爭罪行已被犯下的明顯推定，無國界醫生要求由獨立國際組織，進行全面和透明的事件調查。」坎貝爾說若有需要，美國陸軍會「協調」其他調查。無國界醫生組織指明，獨立調查應該交由國際人道主義實況調查委員會進行。主席廖滿嫦宣佈已請求啟動該調查委員會，因為這是「唯一為調查違反國際人道法的情形而專門設立的永久團體」。這個委員會成立於1991年，總部位於伯恩，根據日內瓦公約第一附加議定書而設立，此前從來未啟動過。
聯合國人權事務高級專員扎伊德·拉阿德·侯賽因也要求作出調查。他說：「這次事件是徹底的悲慘，不可原諒，更可能涉及罪行。國際及阿富汗軍事謀劃者有義務無論何時都尊重和保護平民，而醫療設施和人員是特別保護對象。」

## 媒體反應
記者格倫·格林沃爾德抨擊紐約時報和美國有線新聞網絡最初只報道空襲事件由美國軍方調查，可是沒有像其他媒體那樣提到攻擊醫院的正是美國軍方。

## 外部連結
- Greg Grandin.  [「找出醫院作目標」：歷史紀錄暗示美國轟炸阿富汗醫院不是意外]. The Nation. 2015-10-05  [2015-10-15]. （原始内容存档于2015-10-16）.